# Tarka (narzędzie kuchenne)

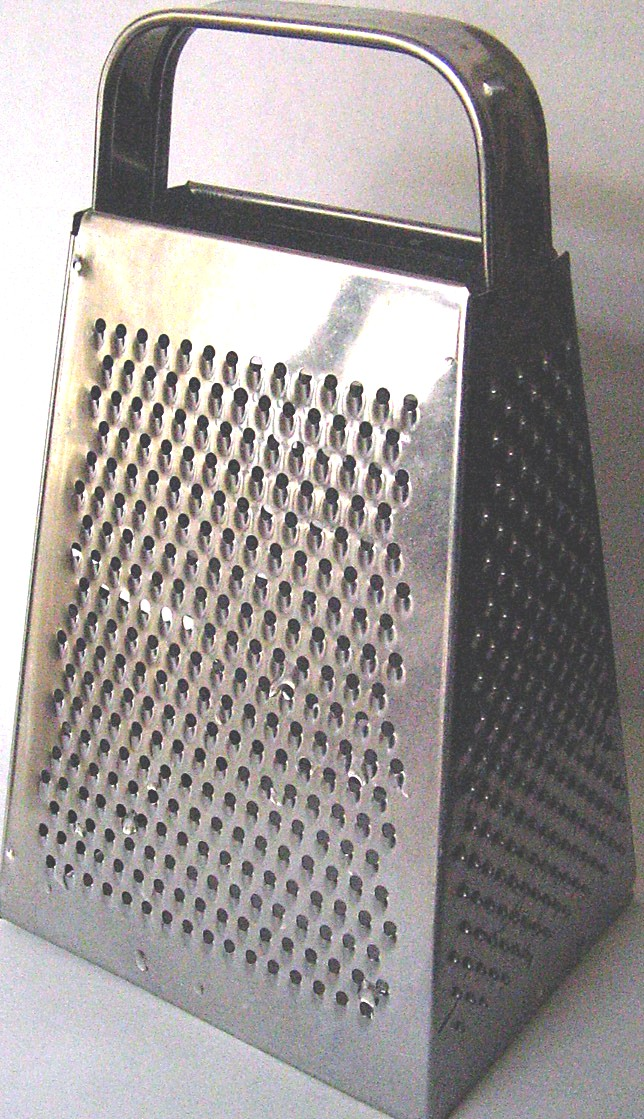
Przykładowa tarka

Tarka – narzędzie kuchenne służące do rozdrabniania pokarmu przez pocieranie. Ma zwykle postać metalowej kraty wyposażonej w różnej wielkości otwory o ostrych brzegach, pozwalającej rozdrabniać pokarm na większe lub mniejsze wiórki.

## Opis
Tarki są zazwyczaj wykonane z metalu, rzadziej z tworzywa sztucznego lub ceramiki, i mają różne rozmiary szczelin, dzięki czemu można trzeć różne rodzaje produktów takich jak ser, warzywa, jajka na twardo czy ziemniaki. Tarcia dokonuje się dociskając żywność do tarki i przesuwając ją w górę i w dół. Tarki występują w wielu różnych kształtach, w tym tradycyjna tarka pudełkowa i tarka płaska.
Współcześnie istnieją też tarki oraz szatkownice elektryczne z wymiennymi ostrzami.

## Historia
Narzędzia podobne do tarek istniały już w czasach starożytnych i są odnajdywane przez archeologów. Najstarsze z nich pochodzą z IX wieku p.n.e. Za wynalazcę współczesnej tarki uchodzi François Boullier, który we Francji w XVI wieku opracował narzędzie z cyny służące do rozdrabniania sera. W tym samym czasie na terenie Anglii Isaac Hunt opracował niezależnie własną wersję tarki do sera. Oba te wynalazki szybko zostały jednak zapomniane.
W dwudziestoleciu międzywojennym Jeffery Taylor, właściciel sklepu z serami w Filadelfii w USA, opracował własną tarkę, wzorowaną na wynalazku Boulliera. W swoim prototypie użył metalowego odpływu prysznicowego, ostrząc otwory pilnikiem. Zaczął sprzedawać narzędzie w swoim sklepie osiągając sukces w sprzedaży. Z czasem jego wynalazek się upowszechnił.